# هاس‌لوخ
هاسلوش (به آلمانی: Haßloch) یک شهر  در آلمان است که در باد دورکهایم واقع شده‌است. هاسلوش ۲۰٬۵۸۷ نفر جمعیت دارد.

## خواهرخوانده
شهرهای گبزی، سلوکیه (ترکیه)، Viroflay و Wołczyn خواهرخوانده‌های هاسلوش هستند.